# Ciclismo ai Giochi della XXVI Olimpiade - Corsa a punti maschile
La Corsa a punti maschile dei Giochi della XXVI Olimpiade fu corsa il 28 luglio al Velodromo Stone Mountain a Stone Mountain in Georgia. La medaglia d'oro fu vinta dall'italiano Silvio Martinello, mentre l'argento e il bronzo sono andati rispettivamente al canadese Brian Walton e all'australiano Stuart O'Grady.
Vide la partecipazione di 28 atleti di altrettante nazioni.

## Programma
Tutti gli orari sono UTC-4
| Data           | Ora (UTC-4) | Turno  |
| -------------- | ----------- | ------ |
| 28 luglio 1996 | 11:15       | Finale |

## Regolamento
La prova consisteva nell'effettuare 160 giri di pista (40 km), effettuando 20 sprint (uno ogni 8 giri). A ogni sprint venivano assegnati cinque punti al primo, tre al secondo, due al terzo e uno al quarto classificato (all'ultimo sprint venivano assegnati punti doppi). La classifica è stilata in base a numero di giri guadagnati doppiando il gruppo; e poi in base ai piazzamenti nelle volate.

## Risultati
| Pos | Atleta            | Nazione       | Giri | Punti |
| --- | ----------------- | ------------- | ---- | ----- |
|     | Silvio Martinello | Italia        | 0    | 37    |
|     | Brian Walton      | Canada        | 0    | 29    |
|     | Stuart O'Grady    | Australia     | 0    | 25    |
| 4   | Vasyl Yakovlev    | Ucraina       | 0    | 24    |
| 5   | Francis Moreau    | Francia       | 0    | 21    |
| 6   | Joan Llaneras     | Spagna        | 0    | 17    |
| 7   | Cho Ho-sung       | Corea del Sud | 0    | 6     |
| 8   | Glenn McLeay      | Nuova Zelanda | 1    | 14    |
| 9   | Guido Fulst       | Germania      | 1    | 8     |
| 10  | Sergey Lavrenenko | Kazakistan    | 1    | 7     |
| 11  | Milton Wynants    | Uruguay       | 1    | 6     |
| 12  | Franz Stocher     | Austria       | 1    | 5     |
| 13  | Remigius Lupeikis | Lituania      | 1    | 4     |
| 14  | Pavel Khamidulin  | Russia        | 1    | 4     |
| 15  | Masahiro Yasuhara | Giappone      | 1    | 2     |
| 16  | Evgeny Vakker     | Kirghizistan  | 1    | 1     |
| 17  | Bruno Risi        | Svizzera      | 2    | 8     |
| 18  | Jan Bo Petersen   | Danimarca     | 2    | 7     |
| 19  | Brian McDonough   | Stati Uniti   | 2    | 5     |
| 20  | Sergio Godoy      | Guatemala     | 2    | 0     |
| 21  | Peter Pieters     | Paesi Bassi   | 2    | 0     |
| 22  | Declan Lonergan   | Irlanda       | 2    | 0     |
| 23  | Juan Curuchet     | Argentina     | 2    | 0     |
| 24  | Étienne De Wilde  | Belgio        | 2    | 0     |
| DNF | David George      | Sudafrica     | -    | -     |
| DNF | Juan Merheb       | Porto Rico    | -    | -     |
| DNF | Marlon Pérez      | Colombia      | -    | -     |
| DNF | Marco Zaragoza    | Messico       | -    | -     |